# Tour de Suisse 2024
Die Tour de Suisse 2024 war die 87. Austragung des Schweizer Etappenrennens. Das Radrennen fand vom 9. bis zum 16. Juni im Rahmen von acht Etappen statt und ist Teil der UCI WorldTour 2024. Im Jahr 2024 überschnitt sich die Rundfahrt mit dem Critérium du Dauphiné, das ebenfalls als wichtiges Vorbereitungsrennen für die Tour de France gilt.
In Gedenken an den im Vorjahr tödlich gestürzten Gino Mäder wird ab dieser Austragung am höchsten Punkt der Tour ein Spezialpreis Hors Catégorie vergeben, der «#rideforgino Bergpreis».
Gesamtsieger wurde der Brite Adam Yates (UAE Team Emirates), der sich mit einem Vorsprung von 22 Sekunden vor seinem Teamkollegen João Almeida durchsetzte. Weiters gewann Yates die Punkte- und Bergwertung. Gesamtdritter wurde der dänische Vorjahressieger Mattias Skjelmose Jensen (Lidl-Trek), der die Nachwuchswertung für sich entschied. Das UAE Team Emirates gewann die Mannschaftswertung.

## Streckenführung

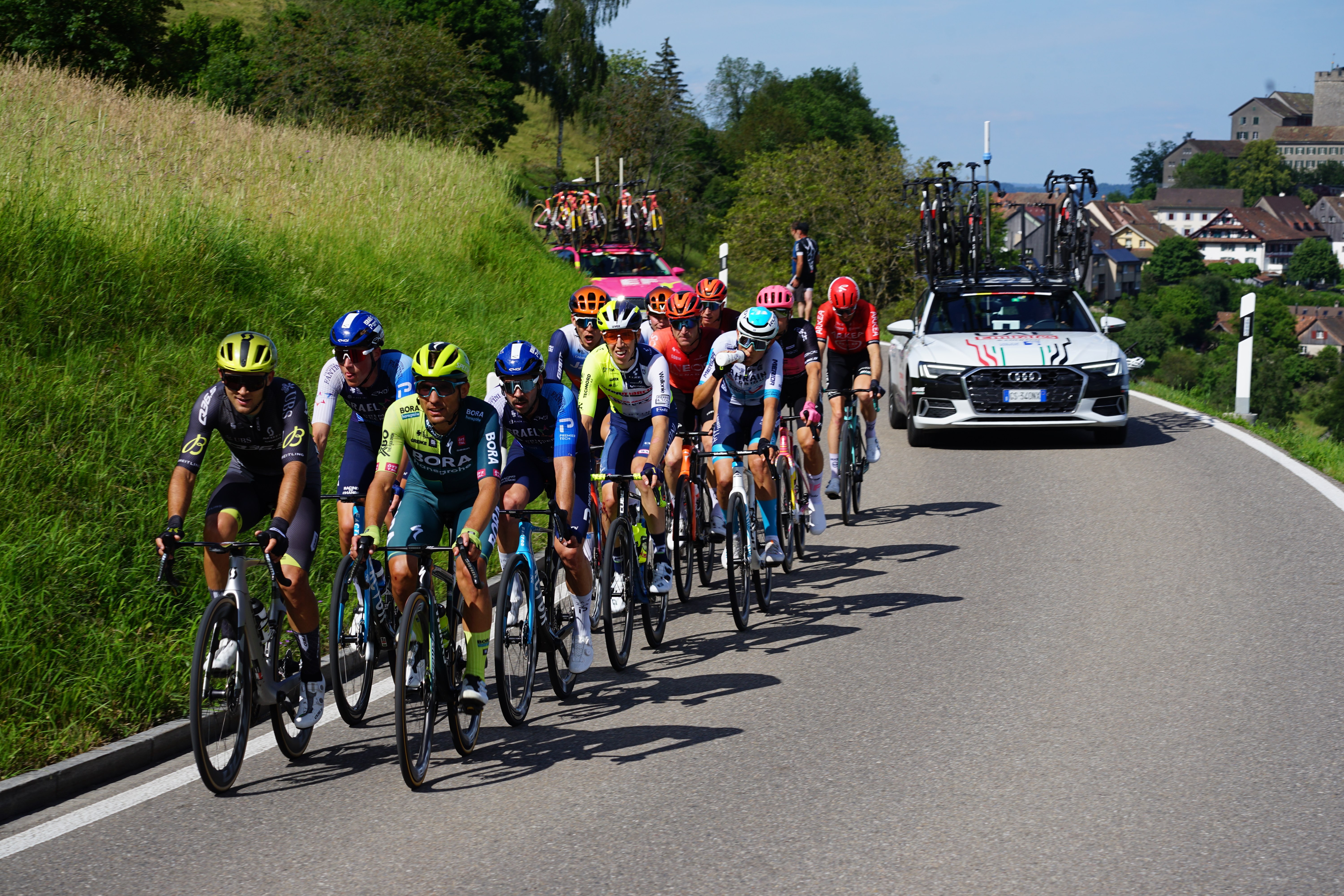
Abgehängte Fahrer auf der 2. Etappe

Insgesamt legten die Fahrer auf acht Etappen 839,2 Kilometer zurück. Es standen zwei hüglige Etappen und vier Bergankünfte sowie ein flaches Einzelzeitfahren und ein Bergzeitfahren auf dem Programm. Die Rundfahrt begann mit einem kurzen Zeitfahren in der Liechtensteiner Hauptstadt Vaduz. Im Anschluss folgten Etappenankünfte in Regensdorf und Rüschlikon, ehe die Fahrer die Alpen erreichten. Die erste Bergankunft fand auf dem Gotthardpass (2091 m) statt, ehe weitere Bergankünfte in Carì (1652 m) und Blatten (1328 m) abgehalten wurden. Die letzten beiden Abschnitte wurden in der Romandie ausgetragen, wobei Villars-sur-Ollon (1250 m) als Zielort diente. Die letzte Etappe fand dabei im Rahmen eines 15,7 Kilometer langen Bergzeitfahrens statt. Der höchste Punkt der Rundfahrt war der Gotthardpass, da der Nufenenpass wegen noch nicht erfolgter Öffnung nach der Wintersperre aus dem Programm genommen wurde.
| Etappe         | Datum             | Strecke                               | Typ                 | km    |
| -------------- | ----------------- | ------------------------------------- | ------------------- | ----- |
| 1              | So, 9. Juni 2024  | Vaduz – Vaduz                         | Einzelzeitfahren    | 4,8   |
| 2              | Mo, 10. Juni 2024 | Vaduz – Regensdorf                    | Mittelgebirgsetappe | 176,9 |
| 3              | Di, 11. Juni 2024 | Steinmaur – Rüschlikon                | Mittelgebirgsetappe | 161,7 |
| 4              | Mi, 12. Juni 2024 | Rüschlikon – Gotthardpass             | Hochgebirgsetappe   | 170,9 |
| 5              | Do, 13. Juni 2024 | Ambrì – Carì                          | Hochgebirgsetappe   | 148,6 |
| 6              | Fr, 14. Juni 2024 | Locarno Ulrichen – Blatten            | Hügeletappe         | 42,5  |
| 7              | Sa, 15. Juni 2024 | Villars-sur-Ollon – Villars-sur-Ollon | Hochgebirgsetappe   | 118,1 |
| 8              | So, 16. Juni 2024 | Aigle – Villars-sur-Ollon             | Bergzeitfahren      | 15,7  |
| Gesamtdistanz: | Gesamtdistanz:    | Gesamtdistanz:                        | Gesamtdistanz:      | 839,2 |

## Reglement
Im Rahmen der 87. Auflage wurden Trikots für die Gesamtwertung (gelb), Punktewertung (schwarz), Bergwertung (rot) und Nachwuchswertung (weiss) vergeben. Für die Teamwertung wurden die Zeiten der drei besten Fahrer pro Etappe zusammengezählt. Während der Etappen gab es die Möglichkeit, Zeitbonifikationen zu gewinnen, um sich in der Gesamtwertung zu verbessern. Die genaue Vergabe der Punkte für die Punkte- und Bergwertung wird in der folgenden Tabelle erklärt:
|               |                                        | 1. | 2. | 3. | 4. | 5. | Platz    |
| Punktewertung | Zielankunft                            | 12 | 8  | 6  | 4  | 2  | Punkte   |
| Punktewertung | 2. Zwischensprint                      | 10 | 6  | 4  |    |    | Punkte   |
| Bergwertung   | HC-Kategorie                           | 20 | 15 | 10 | 6  | 4  | Punkte   |
| Bergwertung   | 1. Kategorie                           | 12 | 8  | 6  | 4  | 2  | Punkte   |
| Bergwertung   | 3. Kategorie                           | 3  | 2  | 1  |    |    | Punkte   |
| Bonussekunden | Zielankunft                            | 10 | 6  | 4  |    |    | Sekunden |
| Bonussekunden | 1. Zwischensprint (Tissot Kilometer) * | 3  | 2  | 1  |    |    | Sekunden |
| Bonussekunden | 1. Zwischensprint (Tissot Kilometer) * | 3  | 2  | 1  |    |    | Sekunden |

## Teilnehmende Mannschaften und Fahrer
Neben den 18 UCI WorldTeams gingen auch 5 UCI ProTeams und eine Auswahl des Schweizer Nationalteams an den Start der Rundfahrt. Für jedes Team waren sieben Fahrer startberechtigt.
Als Favoriten auf den Gesamtsieg galten: Adam Yates, João Almeida, Isaac Del Toro (alle UAE Team Emirates), Egan Bernal, Thomas Pidcock (beide Ineos Grenadiers), Richard Carapaz (EF Education-EasyPost), Cian Uijtdebroeks (Team Visma-Lease a Bike), Mattias Skjelmose Jensen (Lidl-Trek), Enric Mas, Einer Rubio (beide Movistar Team), Lenny Martinez (Groupama-FDJ), Felix Gall (Decathlon AG2R La Mondiale Team), Sergio Higuita, Emanuel Buchmann (beide Bora-hansgrohe), Damiano Caruso (Bahrain Victorious), Ion Izagirre (Cofidis), Oscar Onley (Team dsm-firmenich PostNL) und Jan Hirt (Soudal Quick-Step).
Mit Mark Cavendish (Astana Qazaqstan Team), Arnaud De Lie (Lotto Dstny), Michael Matthews (Team Jayco AlUla) und Bryan Coquard (Cofidis) starteten nur wenige Sprinter bei der 87. Austragung. Hinzu kamen jedoch endschnelle Fahrer wie Thibau Nys (Lidl-Trek), Marc Hirschi (UAE Team Emirates), Alberto Bettiol (EF Education-EasyPost) und Paul Lapeira (Decathlon AG2R La Mondiale Team).
Im Zeitfahren der ersten Etappe galten die beiden Schweizer Stefan Küng (Groupama-FDJ) und Stefan Bissegger (EF Education-EasyPost) als Favoriten.
| UCI WorldTeams | UCI WorldTeams                  | UCI WorldTeams | UCI WorldTeams        | UCI WorldTeams | UCI WorldTeams            | UCI ProTeams | UCI ProTeams                 | Nationalteams |
| -------------- | ------------------------------- | -------------- | --------------------- | -------------- | ------------------------- | ------------ | ---------------------------- | ------------- |
| ADC            | Alpecin-Deceuninck              | EFE            | EF Education-EasyPost | DFP            | Team dsm-firmenich PostNL | IPT          | Israel-Premier Tech          | Schweiz       |
| ARK            | Arkéa-B&B Hotels                | GFC            | Groupama-FDJ          | JAY            | Team Jayco AlUla          | LDT          | Lotto Dstny                  |               |
| AST            | Astana Qazaqstan Team           | IGD            | Ineos Grenadiers      | TVL            | Team Visma-Lease a Bike   | Q36          | Q36.5 Pro Cycling Team       |               |
| TBV            | Bahrain Victorious              | IWA            | Intermarché-Wanty     | UAD            | UAE Team Emirates         | COR          | Team Corratec – Vini Fantini |               |
| BOH            | Bora-hansgrohe                  | LTK            | Lidl-Trek             |                |                           | TUD          | Tudor Pro Cycling Team       |               |
| COF            | Cofidis                         | MOV            | Movistar Team         |                |                           |              |                              |               |
| DAT            | Decathlon AG2R La Mondiale Team | SOQ            | Soudal Quick-Step     |                |                           |              |                              |               |

Das Team Movistar wurde mit dem «Tour de Suisse Sustainability Award 2024» ausgezeichnet. Die Tour de Suisse hat das Ziel, möglichst ökologisch nachhaltig zu werden. Die Organisatoren zeichneten erstmals ein Team für ihr Engagement in diesem Bereich aus. Die Fahrer von Movistar Team waren mit blauen Startnummern unterwegs.

## Rennverlauf und Ergebnisse
Das Einzelzeitfahren der ersten Etappe gewann der Belgier Yves Lampaert (Soudal Quick-Step), der sich drei Sekunden vor Stefan Bissegger (EF Education-EasyPost) und vier Sekunden vor Ethan Hayter (Ineos Grenadiers) durchsetzte. Als bestplatzierter Gesamtklassement-Fahrer belegte João Almeida (UAE Team Emirates) mit einem Rückstand von sieben Sekunden den vierten Platz, während die meisten anderen Favoriten auf den Gesamtsieg weniger als 20 Sekunden verloren. Etwas mehr Zeit büssten Felix Gall (Decathlon AG2R La Mondiale), Ion Izagirre (Cofidis), Richard Carapaz (EF Education-EasyPost), Sergio Higuita (Bora-hansgrohe) und Cian Uijtdebroeks (Visma-Lease a Bike) ein. Einer Rubio (Movistar) und Emanuel Buchmann (Bora-hansgrohe) verloren rund 30 Sekunden, während Isaac Del Toro (UAE Team Emirates) als 164. einen Rückstand von 49 Sekunden aufwies.
Die zweite Etappe endete in einem Sprint aus einer kleinen Gruppe, in dem sich der Franzose Bryan Coquard (Cofidis) vor Michael Matthews (Jayco AlUla) und Arnaud De Lie (Lotto Dstny) durchsetzte. Im Finale kam es immer wieder zu Angriffen, wobei sich kein Fahrer entscheidend absetzen konnte. Yves Lampaert kam mit der ersten Gruppe an und verteidigte so das Gelbe Trikot des Gesamtführenden.
Nach Stürzen am Vortag gingen Emanuel Buchmann (Bora-hansgrohe) und Nairo Quintana (Movistar) nicht an den Start der dritten Etappe. Den Tagessieg sicherte sich Thibau Nys (Lidl-Trek) im Bergaufsprint vor Stephen Williams (Israel-Premier Tech) und Alberto Bettiol (EF Education-EasyPost), der die Gesamtführung übernahm. Dahinter kam es zu kleineren Zeitabständen von wenigen Sekunden.
Die erste Bergankunft auf dem Gotthardpass gewann der Norweger Torstein Træen (Bahrain Victorious). Er setzte sich in einer frühen Rennphase gemeinsam mit sieben anderen Fahrern vom Hauptfeld ab und rettete sich mit einem Vorsprung von 23 Sekunden ins Ziel. Dahinter präsentierte sich Adam Yates (UAE Team Emirates) als stärkster Gesamtklassement-Fahrer, nachdem er sich rund vier Kilometer vor dem Ziel von seinen Kontrahenten absetzte. Mit einem Rückstand von 48 Sekunden erreichten Mattias Skjelmose Jensen (Lidl-Trek) und João Almeida (UAE Team Emirates) das Ziel, ehe Egan Bernal (Ineos Grenadiers) mit einer Minute Rückstand folgte. Dahinter überquerte die erste grössere Gruppe mit Oscar Onley (dsm-firmenich PostNL), Enric Mas (Movistar), Felix Gall (Decathlon AG2R La Mondiale), Cian Uijtdebroeks (Visma-Lease a Bike) und Matthew Riccitello (Israel Premier-Tech) die Ziellinie. Sie wiesen einen Rückstand von einer Minute und 27 Sekunden auf. Adam Yates übernahm das Gelbe Trikot und lag nun 26 Sekunden vor João Almeida und Mattias Skjelmose Jensen.
Bei der Bergankunft der fünften Etappe in Carì setzte sich der gesamtführende Adam Yates durch, der zugleich seine Führung in der Gesamtwertung auf 35 Sekunden ausbaute. Dahinter folgte sein Teamkollege João Almeida mit einem Rückstand von fünf Sekunden, ehe Egan Bernal, Matthew Riccitello und Enric Mas den Zielstrich 16, 18 bzw. 22 Sekunden nach dem Etappensieger überquerten. Der Verlierer des Tages war der Däne Mattias Skjelmose Jensen, der im Schlussanstieg eine Minute und 41 Sekunden verlor und auf den sechsten Gesamtrang abrutschte. Hinter Adam Yates lag nun sein Teamkollege João Almeida, während Egan Bernal als Gesamtdritter bereits einen Rückstand von einer Minute und elf Sekunden aufwies.
Die sechste Etappe, die mit einer Bergankunft in Blatten endete, gewann João Almeida mit einem Vorsprung von vier Sekunden vor dem gesamtführenden Adam Yates, der das gelbe Trikot verteidigte. Mattias Skjelmose Jensen wurde Dritter mit neun Sekunden Rückstand, ehe Egan Bernal das Ziel als Vierter 15 Sekunden nach dem Etappensieger erreichte. Die verkürzte Etappe (der Nufenenpass konnte nach dem Winter noch nicht geöffnet werden) brachte nur geringe Veränderungen im Gesamtklassement, das Adam Yates nun 27 Sekunden vor João Almeida anführte. Egan Bernal lag als Gesamtdritter bereits eine Minute und 28 Sekunden zurück.
Auf der siebten Etappe, die mit einer Bergankunft in Villars-sur-Ollon zu Ende ging, sorgten Adam Yates und João Almeida für den nächsten Doppelsieg des UAE Team Emirates. Matthew Riccitello wurde Dritter mit einem Rückstand von 14 Sekunden, ehe Wilco Kelderman (Visma-Lease a Bike) eine grössere Gruppe mit 16 Sekunden Rückstand über die Ziellinie führte. In dieser waren auch Mattias Skjelmose Jensen, Egan Bernal, Oscar Onley und Thomas Pidcock (Ineos Grenadiers) vertreten. Vor dem Abschlusszeitfahren betrug der Vorsprung von Adam Yates 31 Sekunden auf João Almeida und eine Minute und 51 Sekunden auf Egan Bernal. Mattias Skjelmose Jensen lag als Gesamtvierter rund eine Minute hinter dem Podium zurück.
Im abschliessenden Bergzeitfahren der achten Etappe setzte sich João Almeida durch, wobei er die Gesamtführung nicht übernehmen konnte. Der Portugiese gewann mit einem Vorsprung von neun Sekunden vor Adam Yates und 21 Sekunden vor Mattias Skjelmose Jensen, der Egan Bernal vom letzten Podiumsplatz verdrängte. Schlussendlich gewann Adam Yates die 87. Austragung der Tour de Suisse mit einem Vorsprung von 22 Sekunden.

### Etappe 1: Vaduz – Vaduz (4,8km)

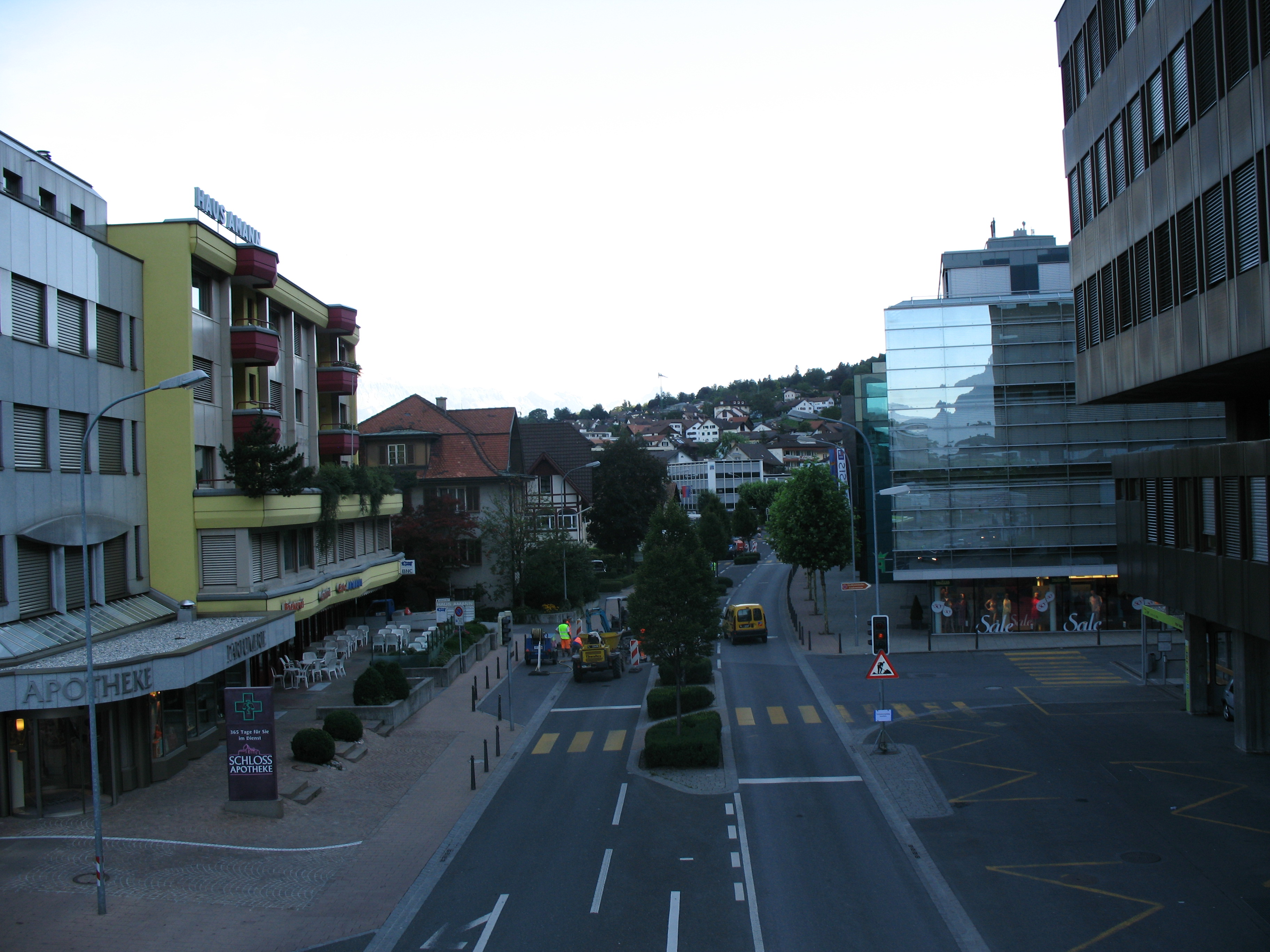
Start- und Zielbereich auf der Äulesrasse

Die erste Etappe wurde im Rahmen eines kurzen, flachen Einzelzeitfahrens ausgetragen, das in Vaduz startete und endete. Die Runde ging vom Zentrum von Vaduz zum Rhein, ihm entlang anderthalb Kilometer nach Süden und zurück ins Ortszentrum.

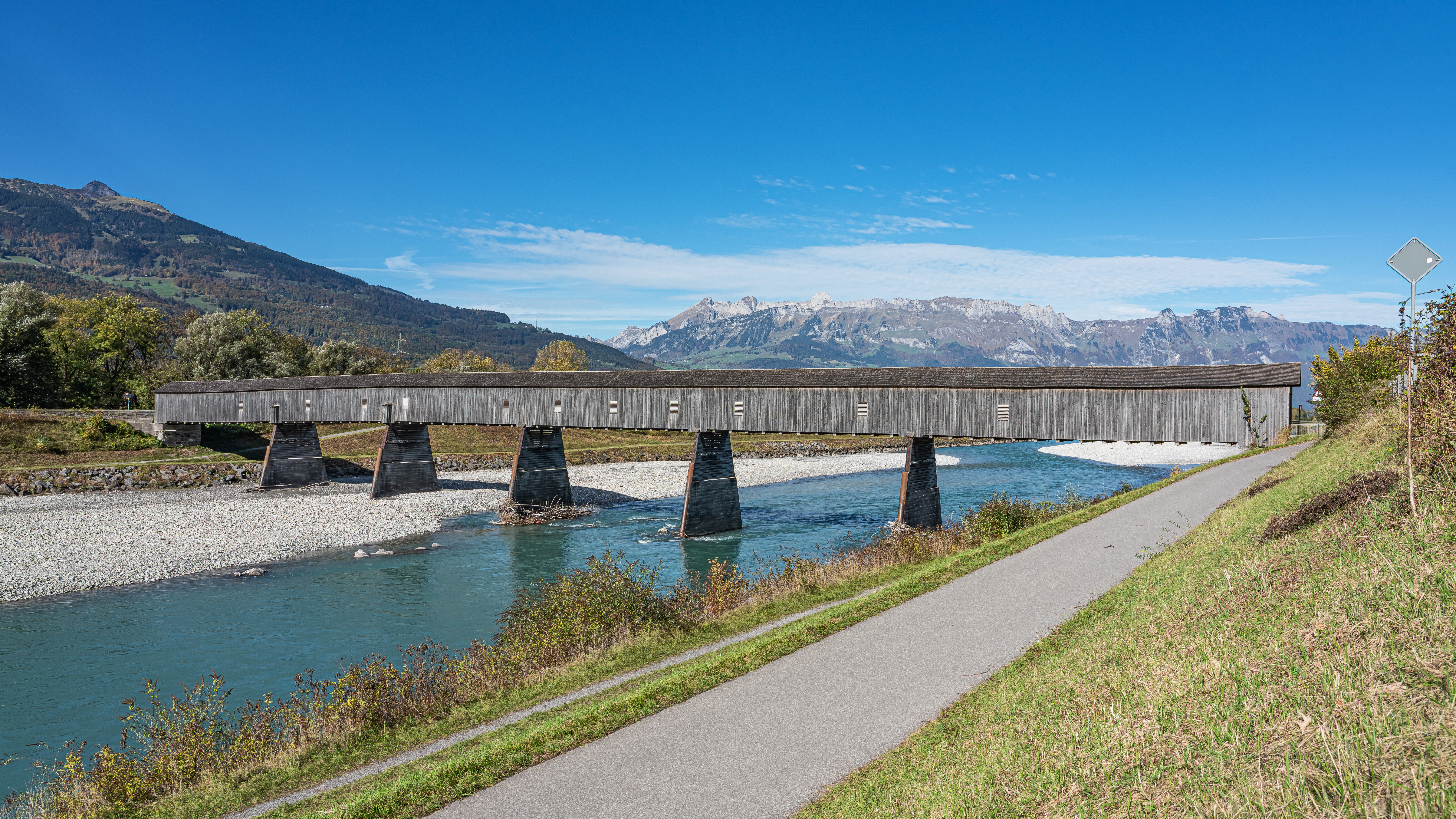
Radweg nach der Alten Rheinbrücke

Der Start erfolgte hinter dem Rathaus auf der Äulestrasse. Danach ging es über die Lettstrasse zum Rheinpark Stadion. Hier erfolgte nach 900 Metern die einzige Zwischenzeitnahme. Mittels einer ersten scharfen Kurve gelangten die Fahrer auf den Rheindamm. Auf einem schmalen Radweg folgten sie dem Fluss stromabwärts. Dabei passierten sie die Alte Rheinbrücke, danach fiel der Weg zum Fluss hin ab und unterquerte die neue Rheinbrücke. Etwa zur Hälfte der Distanz verliess die Strecke den Fluss: Die Fahrer überquerten den Rheindamm und bogen dahinter scharf auf den Neugutweg nach Osten ab, dem sie bis zur Alten Landstrasse folgten. Nach einer weiteren technischen Rechts-Links-Kombination fuhren sie auf der Austrasse nach Norden zurück nach Vaduz. Die letzten Meter führten vorbei an der Kathedrale von Liechtenstein und dem Regierungsgebäude zum Kunstmuseum Liechtenstein, wo sich auf der Äulestrasse auf der Fahrspur neben dem Start der Zielstrich befand.
| Platz | Fahrer               | Nation | Team                  | Zeit                   |
| ----- | -------------------- | ------ | --------------------- | ---------------------- |
| 01.   | Yves Lampaert        | BEL    | Soudal Quick-Step     | 0:05:05 h (56,19 km/h) |
| 02.   | Stefan Bissegger     | SUI    | EF Education-EasyPost | + 0:03 min             |
| 03.   | Ethan Hayter         | GBR    | Ineos Grenadiers      | + 0:04 min             |
| 04.   | João Almeida         | POR    | UAE Team Emirates     | + 0:07 min             |
| 05.   | Finn Fisher-Black    | NZL    | UAE Team Emirates     | "                      |
| 06.   | Samuel Watson        | GBR    | Groupama-FDJ          | + 0:09 min             |
| 07.   | Alberto Bettiol      | ITA    | EF Education-EasyPost | "                      |
| 08.   | Stefan Küng          | SUI    | Groupama-FDJ          | + 0:11 min             |
| 09.   | Mauro Schmid         | SUI    | Team Jayco AlUla      | "                      |
| 010.  | Søren Kragh Andersen | DEN    | Alpecin-Deceuninck    | "                      |

| Platz | Fahrer               | Nation | Team                  | Zeit       |
| ----- | -------------------- | ------ | --------------------- | ---------- |
| 01.   | Yves Lampaert        | BEL    | Soudal Quick-Step     | 0:05:05 h  |
| 02.   | Stefan Bissegger     | SUI    | EF Education-EasyPost | + 0:03 min |
| 03.   | Ethan Hayter         | GBR    | Ineos Grenadiers      | + 0:04 min |
| 04.   | João Almeida         | POR    | UAE Team Emirates     | + 0:07 min |
| 05.   | Finn Fisher-Black    | NZL    | UAE Team Emirates     | "          |
| 06.   | Samuel Watson        | GBR    | Groupama-FDJ          | + 0:09 min |
| 07.   | Alberto Bettiol      | ITA    | EF Education-EasyPost | "          |
| 08.   | Stefan Küng          | SUI    | Groupama-FDJ          | + 0:11 min |
| 09.   | Mauro Schmid         | SUI    | Team Jayco AlUla      | "          |
| 10.   | Søren Kragh Andersen | DEN    | Alpecin-Deceuninck    | "          |

### Etappe 2: Vaduz – Regensdorf (176,9 km)

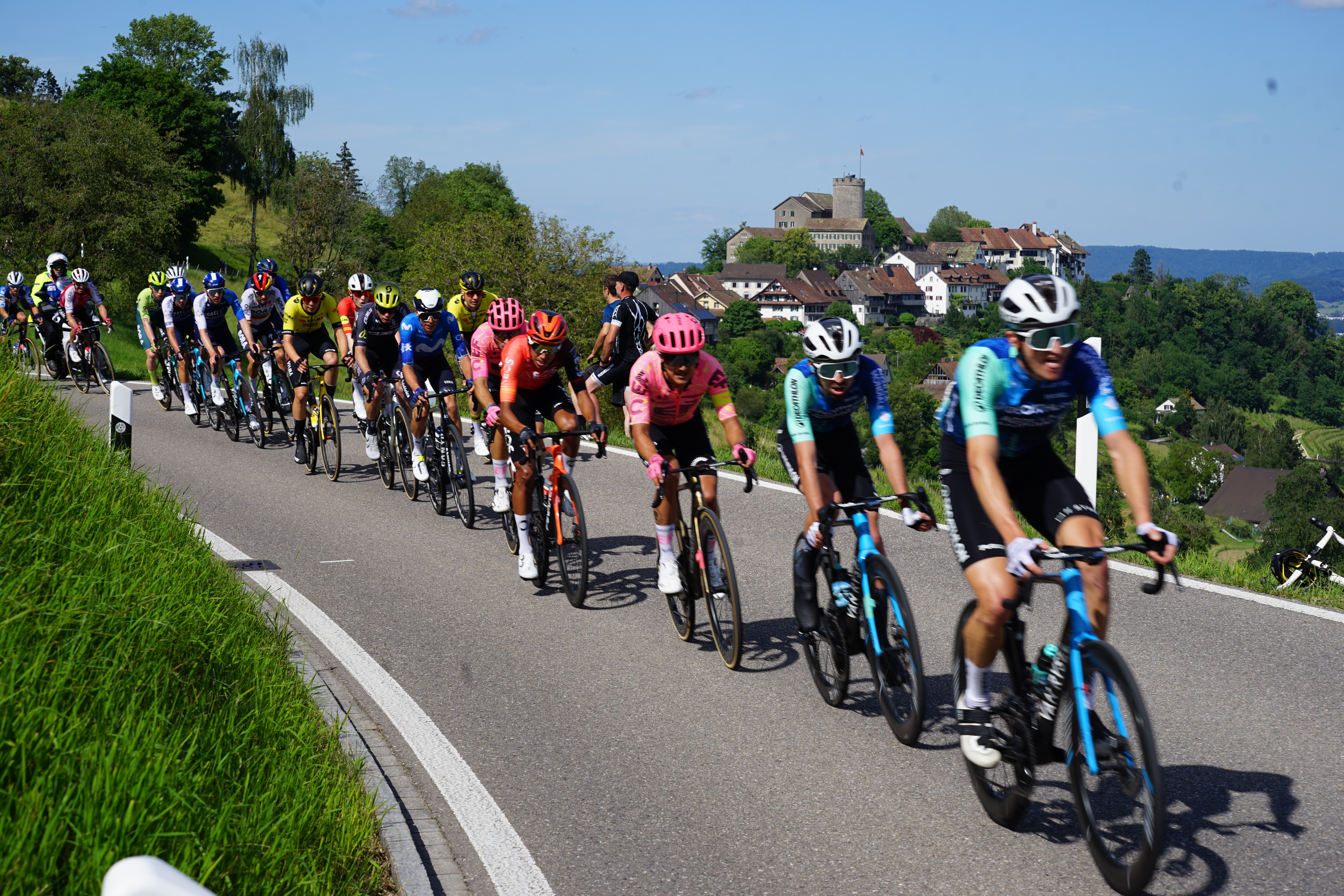
Das Feld kurz vor dem Bergpreis bei Regensberg

Die zweite Etappe führte von Vaduz über hügliges Terrain nach Regensdorf. Nach dem Start vor dem Rathaus in Vaduz führte die Strecke vorbei am Rheinpark Stadion und entlang des Rheins, der nach rund zwei Kilometern überquert wurde. Die Fahrer befanden sich nun in der Schweiz und fuhren über Sevelen, Sargans und Flums zum Ufer des Walensees. Mit Luca Jenni, Félix Stehli (beide Schweiz), Gerben Kuypers (Intermarché-Wanty), Roberto Carlos González und Antoine Debons (beide Corratec-Vini Fantini) setzten sich fünf Fahrer vom Hauptfeld ab, ehe am Südufer des Walensees nach 42,1 Kilometern mit dem Kerenzerberg (745 m) eine Bergwertung der 2. Kategorie abgenommen wurde. Gerben Kuypers überquerte den Pass als Erster. Nach der anschliessenden Abfahrt wurden Glarus Nord und Reichenburg durchfahren, ehe die Strasse bei Kaltbrunn erneut zu steigen begann. Auf der Strecke zum Rickenpass wurde nach 74,3 Kilometern beim Weiler Bildhaus (792 m) eine Bergwertung der 2. Kategorie abgenommen, die sich Luca Jenni sicherte. Die nachfolgenden Kilometer verliefen auf welligem Terrain. Nach der Abfahrt nach Wattwil führte die Strecke das Toggenburg hinab und über Mosnang, Mühlrüti, Fischingen und Bichelsee ins Tösstal. Nach Turbenthal ging es ab Kollbrunn in die nächste Steigung nach Weisslingen. Auf der Durchfahrt in Effretikon wurde in Winterberg bei Kilometer 140,6 der einzige Zwischensprint ausgefahren. Hier setzte sich Luca Jenni vor Félix Stehli und Antoine Debons durch. Zwischen Lufingen und Winkel stand der nächste steile Anstieg und bei Kilometer 150,8 der Tissot Kilometer an. Im Anschluss passierten die Fahrer den Flughafen Zürich im Norden (über die «Panzerpiste» des Waffenplatzes Kloten-Bülach) und durchfuhren Oberglatt, Niederhasli und Dielsdorf, ehe der letzte Anstieg nach Regensberg (608 m) erfolgte. Dieser wies auf einer Länge von 3,5 Kilometern eine durchschnittliche Steigung von rund 5,7 % auf. Im Anstieg wurden die Ausreisser eingeholt, und das Hauptfeld zerfiel in mehrere Gruppen. Nachdem Søren Kragh Andersen (Alpecin-Deceuninck) die Bergwertung der 3. Kategorie 10,5 Kilometer vor dem Ziel als Erster passiert hatte, führte die abschliessende Abfahrt über Boppelsen und Buchs nach Dällikon. Das Ziel befand sich nach fünf flachen Kilometern in Regensdorf auf der Wiesackerstrasse vor dem Sportplatz.
| Platz | Fahrer            | Nation | Team                  | Zeit                   |
| ----- | ----------------- | ------ | --------------------- | ---------------------- |
| 01.   | Bryan Coquard     | FRA    | Cofidis               | 4:06:39 h (43,13 km/h) |
| 02.   | Michael Matthews  | AUS    | Team Jayco AlUla      | "                      |
| 03.   | Arnaud De Lie     | BEL    | Lotto Dstny           | "                      |
| 04.   | Brandon Rivera    | COL    | Ineos Grenadiers      | "                      |
| 05.   | Rui Costa         | POR    | EF Education-EasyPost | "                      |
| 06.   | Axel Laurance     | FRA    | Alpecin-Deceuninck    | "                      |
| 07.   | Thomas Pidcock    | GBR    | Ineos Grenadiers      | "                      |
| 08.   | Roger Adrià       | ESP    | Bora-hansgrohe        | "                      |
| 09.   | Francesco Busatto | ITA    | Intermarché-Wanty     | "                      |
| 10.   | Stephen Williams  | GBR    | Israel-Premier Tech   | "                      |

| Platz | Fahrer               | Nation | Team                  | Zeit       |
| ----- | -------------------- | ------ | --------------------- | ---------- |
| 01.   | Yves Lampaert        | BEL    | Soudal Quick-Step     | 4:11:44 h  |
| 02.   | Ethan Hayter         | GBR    | Ineos Grenadiers      | + 0:04 min |
| 03.   | João Almeida         | POR    | UAE Team Emirates     | + 0:07 min |
| 04.   | Finn Fisher-Black    | NZL    | UAE Team Emirates     | "          |
| 05.   | Michael Matthews     | AUS    | Team Jayco AlUla      | "          |
| 06.   | Samuel Watson        | GBR    | Groupama-FDJ          | + 0:09 min |
| 07.   | Alberto Bettiol      | ITA    | EF Education-EasyPost | "          |
| 08.   | Stefan Küng          | SUI    | Groupama-FDJ          | + 0:11 min |
| 09.   | Mauro Schmid         | SUI    | Team Jayco AlUla      | "          |
| 10.   | Søren Kragh Andersen | DEN    | Alpecin-Deceuninck    | "          |

### Etappe 3: Steinmaur – Rüschlikon (161,7 km)
Die dritte Etappe startete in Steinmaur und endete in Rüschlikon – vom Nordwesten des Kantons Zürich über viele Hügel durch den Kanton Aargau zurück an den Zürichsee. Nach dem Start am Neeracherried wurde eine kurze Schleife befahren, die über Neerach, Weiach und Fisibach zurück nach Steinmaur führte. Hier lösten sich mit Luca Jenni, Christoph Janssen (beide Schweiz), Fabian Lienhard (Groupama-FDJ), Johan Jacobs (Movistar) und Roberto Carlos González (Corratec-Vini Fantini) fünf Fahrer vom Hauptfeld. Im Anschluss ging es über Niederweningen und das Surbtal hinab nach Döttingen, wo das Ufer der Aare erreicht wurde, ehe es von Stilli bergauf nach Riniken ging. Ohne nach Brugg hineinzufahren, führte die Strecke nach Schinznach-Bad und von dort steil nach Scherz sowie östlich an Lenzburg vorbei nach Villmergen. Der nächste Anstieg führte zum Hallwilersee. Nach dem Baldeggersee drehte die Fahrtrichtung ab Hochdorf wieder gen Norden und ab Muri ostwärts. Nördlich von Aristau im Reusstal wurde nach 121,9 Kilometern der einzige Zwischensprint ausgefahren, den Roberto Carlos González für sich entschied. Kurz darauf wurde zwischen Unterlunkhofen und Oberwil-Lieli der erste Anstieg des hügligen Finales befahren. Dieser galt als Bergwertung der 3. Kategorie und wurde nach 128,3 Kilometern passiert. Die meisten Punkte holte erneut Roberto Carlos González. Kurz darauf wurde nach Aesch der Tissot Kilometer erreicht. Im Anschluss ging es nach Affoltern am Albis. Von hier erfolgte die Auffahrt auf den Albispass (790 m), die sich in zwei Abschnitte unterteilen liess. Zunächst wurde in Aeugst am Albis (697 m) bei Kilometer 146 eine Bergwertung der 3. Kategorie abgenommen, ehe auf der eigentlichen Passhöhe 10,5 Kilometer vor dem Ziel eine weitere Bergwertung der 3. Kategorie folgte. Nachdem die Ausreisser eingeholt worden waren, führten Jake Stewart (Groupama-FDJ) bzw. Adam Yates (UAE Team Emirates) über die Bergwertungen. Es folgte die kurvenreiche Abfahrt nach Adliswil. Auf den letzten fünf Kilometern wurde die leicht ansteigende Kilchbergstrasse befahren, ehe sich das Ziel in Rüschlikon am Ende einer weiteren kurzen Steigung (vom Bahnhof über Nidelbad zur Schule Moos) auf der Säumerstrasse befand. Die Entscheidung fiel in einem Sprint aus einem reduzierten Fahrerfeld.
| Platz | Fahrer                   | Nation | Team                            | Zeit                   |
| ----- | ------------------------ | ------ | ------------------------------- | ---------------------- |
| 01.   | Thibau Nys               | BEL    | Lidl-Trek                       | 3:27:31 h (46,75 km/h) |
| 02.   | Stephen Williams         | GBR    | Israel-Premier Tech             | "                      |
| 03.   | Alberto Bettiol          | ITA    | EF Education-EasyPost           | "                      |
| 04.   | Roger Adrià              | ESP    | Bora-hansgrohe                  | "                      |
| 05.   | Paul Lapeira             | FRA    | Decathlon AG2R La Mondiale Team | "                      |
| 06.   | Wilco Kelderman          | NED    | Team Visma-Lease a Bike         | "                      |
| 07.   | Adam Yates               | GBR    | UAE Team Emirates               | "                      |
| 08.   | Mattias Skjelmose Jensen | DEN    | Lidl-Trek                       | + 0:03 min             |
| 09.   | Ben Tulett               | GBR    | Team Visma-Lease a Bike         | "                      |
| 10.   | Richard Carapaz          | ECU    | EF Education-EasyPost           | "                      |

| Platz | Fahrer                   | Nation | Team                    | Zeit       |
| ----- | ------------------------ | ------ | ----------------------- | ---------- |
| 01.   | Alberto Bettiol          | ITA    | EF Education-EasyPost   | 7:39:20 h  |
| 02.   | Ethan Hayter             | GBR    | Ineos Grenadiers        | + 0:06 min |
| 03.   | Wilco Kelderman          | NED    | Team Visma-Lease a Bike | "          |
| 04.   | Stephen Williams         | GBR    | Israel-Premier Tech     | "          |
| 05.   | João Almeida             | POR    | UAE Team Emirates       | + 0:09 min |
| 06.   | Finn Fisher-Black        | NZL    | UAE Team Emirates       | "          |
| 07.   | Mattias Skjelmose Jensen | DEN    | Lidl-Trek               | "          |
| 08.   | Adam Yates               | GBR    | UAE Team Emirates       | + 0:13 min |
| 09.   | Jan Christen             | SUI    | UAE Team Emirates       | + 0:11 min |
| 10.   | Roger Adrià              | ESP    | Bora-hansgrohe          | + 0:13 min |

### Etappe 4: Rüschlikon – Gotthardpass (170,9 km)

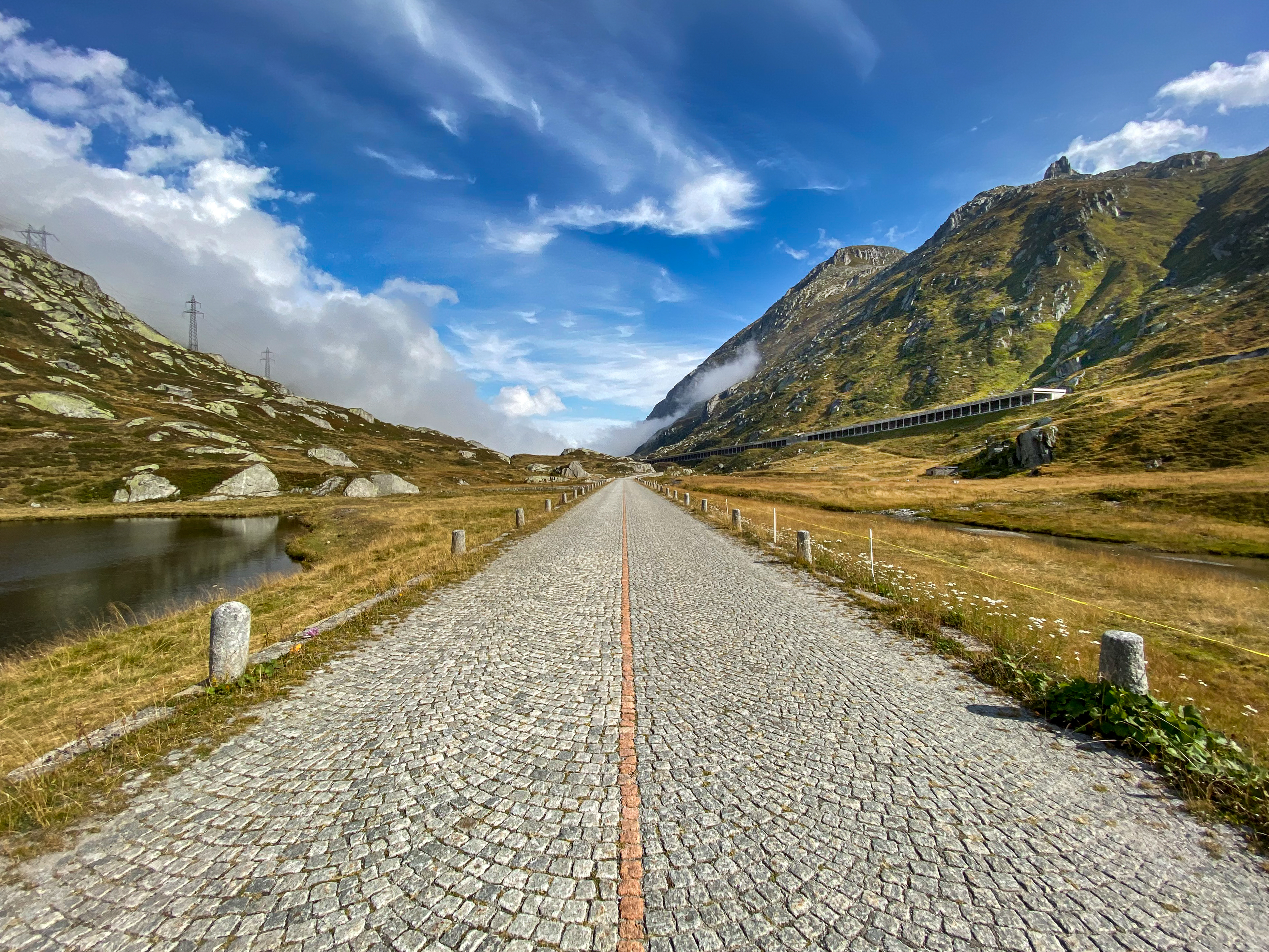
Gepflasterte alte Gotthardstrasse – harte Schlusssteigung

Die vierte Etappe wurde in Rüschlikon gestartet und ging mit einer Bergankunft auf dem Gotthardpass auf einer Höhe von 2091 Metern zu Ende. Von Adliswil wurde zu Beginn erneut der Albispass (790 m) überquert – in dieser Etappe in Gegenrichtung. Louis Vervaeke (Soudal Quick-Step) führte nach 5,3 Kilometern über die Bergwertung der 3. Kategorie. Im Anschluss führte die Strecke von Knonau in Richtung Nordwesten nach Wohlen. Mit Bryan Coquard (Cofidis), Michael Matthews (Jayco AlUla), Lilian Calmejane, Gerben Kuypers (beide Intermarché-Wanty), Silvan Dillier (Alpecin-Deceuninck), Jan Sommer (Schweiz), Roland Thalmann (Tudor) und Torstein Træen (Bahrain Victorious) setzten sich acht Fahrer vom Hauptfeld ab, ehe es wie am Vortag über Sarmenstorf und vorbei am Hallwilersee und Baldeggersee in Richtung Süden ging. Nach Hochdorf folgten weitere wellige Kilometer über Eschenbach nach Gisikon und von Root nach Udligenswil. Bei Küssnacht SZ führte die Strecke südlich entlang des Zugersees. Über Goldau und dem Lauerzersee entlang ging es nach Schwyz, ehe die Axenstrasse am Vierwaldstättersee befahren wurde. Kurz nach Altdorf wurde in Silenen bei Kilometer 135 der einzige Zwischensprint ausgefahren, bei dem sich Michael Matthews durchsetzte. Nun begann die Strasse stark anzusteigen und führte nach Andermatt, wobei die Spitzengruppe zerfiel. Wenige Kilometer vor der Ortschaft wurde in der Schöllenen (1421 m) (zwischen Teufelsbrücke und Urnerloch) eine Bergwertung der 2. Kategorie ausgefahren. Hier setzte sich Torstein Træen vor Roland Thalmann durch. Die beiden hatten sich zwischenzeitlich von den anderen Ausreissern abgesetzt. Zwischen Andermatt und Hospental erfolgte auf dem rund vier Kilometer langen Flachstück der Tissot Kilometer, ehe die Fahrer den Gotthardpass in Angriff nahmen. Dieser weist auf einer Länge von 8,1 Kilometern eine durchschnittliche Steigung von 6,7 % auf und galt als Bergwertung der 1. Kategorie. Die letzten 3,7 Kilometer wurden auf der Nordseite auf der teilweise gepflasterten, alten Strasse absolviert. Die letzten Meter nach der Passhöhe bis zum Ospizio auf der neuen Strasse waren leicht abfallend, beinhalteten jedoch scharfe Kurven. Træen gewann den #rideforgino-Bergpreis und widmete den Etappensieg dem verstorbenen Fahrer, der ebenfalls dem Team Bahrain Victorious angehörte.
| Platz | Fahrer                   | Nation | Team                            | Zeit                   |
| ----- | ------------------------ | ------ | ------------------------------- | ---------------------- |
| 01.   | Torstein Træen           | NOR    | Bahrain Victorious              | 4:10:21 h (40,96 km/h) |
| 02.   | Adam Yates               | GBR    | UAE Team Emirates               | + 0:23 min             |
| 03.   | Mattias Skjelmose Jensen | DEN    | Lidl-Trek                       | + 0:48 min             |
| 04.   | João Almeida             | POR    | UAE Team Emirates               | "                      |
| 05.   | Egan Bernal              | COL    | Ineos Grenadiers                | + 1:00 min             |
| 06.   | Oscar Onley              | GBR    | Team dsm-firmenich PostNL       | + 1:27 min             |
| 07.   | Enric Mas                | ESP    | Movistar Team                   | "                      |
| 08.   | Felix Gall               | AUT    | Decathlon AG2R La Mondiale Team | "                      |
| 09.   | Cian Uijtdebroeks        | BEL    | Team Visma-Lease a Bike         | "                      |
| 10.   | Matthew Riccitello       | USA    | Israel-Premier Tech             | "                      |

| Platz | Fahrer                   | Nation | Team                            | Zeit       |
| ----- | ------------------------ | ------ | ------------------------------- | ---------- |
| 01.   | Adam Yates               | GBR    | UAE Team Emirates               | 11:50:08 h |
| 02.   | João Almeida             | POR    | UAE Team Emirates               | + 0:26 min |
| 03.   | Mattias Skjelmose Jensen | DEN    | Lidl-Trek                       | "          |
| 04.   | Egan Bernal              | COL    | Ineos Grenadiers                | + 0:49 min |
| 05.   | Wilco Kelderman          | NED    | Team Visma-Lease a Bike         | + 1:15 min |
| 06.   | Oscar Onley              | GBR    | Team dsm-firmenich PostNL       | + 1:17 min |
| 07.   | Enric Mas                | ESP    | Movistar Team                   | "          |
| 08.   | Cian Uijtdebroeks        | BEL    | Team Visma-Lease a Bike         | + 1:21 min |
| 09.   | Matthew Riccitello       | USA    | Israel-Premier Tech             | + 1:25 min |
| 10.   | Felix Gall               | AUT    | Decathlon AG2R La Mondiale Team | + 1:42 min |

### Etappe 5: Ambrì – Carì (148,6 km)
Die fünfte Etappe mit Start in Ambrì und Bergankunft in Carì auf einer Höhe von 1652 m führte die Leventina hinab und wieder hoch. Der Start erfolgte auf dem Flugplatz Ambrì (1005 m), von wo aus es auf eine Runde in Richtung Lago Ritóm ging. Bereits nach 8,7 Kilometern wurde eine Bergwertung der 2. Kategorie im nahegelegenen Ronco (1418 m) abgenommen, die sich Alexei Luzenko (Astana Qazaqstan) sicherte. Nach der anschliessenden Abfahrt auf kleinen Strassen zurück nach Ambri folgten die Fahrer auf der Hauptstrasse 2 die Leventina abwärts. Bereits kurz nach Rodi und der Piottino-Schlucht endete die Abfahrt auf 862 m, und der erste Anstieg nach Carì erfolgte. Dieser erfolgte über den nördlichen Zubringer und Osco. Nach 31,3 Kilometern wurde bei der ersten Zieldurchfahrt (in Gegenrichtung) eine Bergwertung der 1. Kategorie abgenommen, die ebenfalls an Alexei Luzenko ging. Die anschliessende Abfahrt führte die Fahrer über jene Strasse nach Faido, die im Finale als Schlussanstieg diente. Im Tal angekommen ging es dem Ticino entlang in Richtung Süden, bis kurz vor Bellinzona bei Arbedo (241 m) der südlichste Punkt erreicht wurde. In jenem Abschnitt setzten sich mit Einer Rubio (Movistar), Stephen Williams (Israel-Premier Tech), Johannes Staune-Mittet (Visma-Lease a Bike), Alexei Luzenko und Nans Peters (Decathlon AG2R La Mondiale) fünf Fahrer vom Hauptfeld ab. Nun drehte die Fahrrichtung gen Norden; die Strecke lag dieses Mal in der Riviera auf der Ostseite des Tals. Bei Biasca wurde eine kurze Zusatzschleife im unteren Teil des Valle di Blenio absolviert mit Wende in Motto (441 m). Nach der dritten Durchfahrt in Biasca (296 m) stieg die Strecke in der Leventina bis Faido (712 m) stetig leicht an. Im Anstieg der Biaschina-Schlucht wurde bei Kilometer 127,8 der Tissot Kilometer abgenommen. Kurz darauf wurde vor Chiggiogna nach 134,5 Kilometern der einzige Zwischensprint ausgefahren. Hier sicherte sich Johannes Staune-Mittet die meisten Punkte. Der Schlussanstieg zum Etappenziel war 10,5 Kilometer lang und weist eine durchschnittliche Steigung von 8 % auf. Er galt als Bergwertung der 1. Kategorie.
| Platz | Fahrer             | Nation | Team                            | Zeit                |
| ----- | ------------------ | ------ | ------------------------------- | ------------------- |
| 01.   | Adam Yates         | GBR    | UAE Team Emirates               | 3:54:37 h (38 km/h) |
| 02.   | João Almeida       | POR    | UAE Team Emirates               | + 0:05 min          |
| 03.   | Egan Bernal        | COL    | Ineos Grenadiers                | + 0:16 min          |
| 04.   | Matthew Riccitello | USA    | Israel-Premier Tech             | + 0:18 min          |
| 05.   | Enric Mas          | ESP    | Movistar Team                   | + 0:22 min          |
| 06.   | Oscar Onley        | GBR    | Team dsm-firmenich PostNL       | + 0:54 min          |
| 07.   | Thomas Pidcock     | GBR    | Ineos Grenadiers                | "                   |
| 08.   | Sergio Higuita     | COL    | Bora-hansgrohe                  | + 1:03 min          |
| 09.   | Felix Gall         | AUT    | Decathlon AG2R La Mondiale Team | + 1:13 min          |
| 10.   | Cian Uijtdebroeks  | BEL    | Team Visma-Lease a Bike         | + 1:20 min          |

| Platz | Fahrer                   | Nation | Team                      | Zeit       |
| ----- | ------------------------ | ------ | ------------------------- | ---------- |
| 01.   | Adam Yates               | GBR    | UAE Team Emirates         | 15:44:35 h |
| 02.   | João Almeida             | POR    | UAE Team Emirates         | + 0:35 min |
| 03.   | Egan Bernal              | COL    | Ineos Grenadiers          | + 1:11 min |
| 04.   | Enric Mas                | ESP    | Movistar Team             | + 1:49 min |
| 05.   | Matthew Riccitello       | USA    | Israel-Premier Tech       | + 1:53 min |
| 06.   | Mattias Skjelmose Jensen | DEN    | Lidl-Trek                 | + 2:17 min |
| 07.   | Oscar Onley              | GBR    | Team dsm-firmenich PostNL | + 2:21 min |
| 08.   | Thomas Pidcock           | GBR    | Ineos Grenadiers          | + 2:46 min |
| 09.   | Cian Uijtdebroeks        | BEL    | Team Visma-Lease a Bike   | + 2:51 min |
| 10.   | Sergio Higuita           | COL    | Bora-hansgrohe            | + 3:01 min |

### Etappe 6: Ulrichen – Blatten (42,5 km)
Die sechste Etappe führte nach ursprünglicher Planung über 151 Kilometer von Locarno (217 m) im Tessin ins Wallis nach Blatten bei Naters (1328 m). Da der Nufenenpass (mit 2439 m ü. M. als höchster Punkt der 87. Austragung der Tour de Suisse vorgesehen) noch nicht vom Schnee geräumt werden konnte, wurde eine Woche zuvor entschieden, die Königsetappe zu verkürzen.
Anstatt durch die Magadinoebene, die Leventina und über den Nufenenpass zu fahren, wurde der Start ins Wallis nach Ulrichen verlegt. Von dort führt die Etappe wie vorgesehen das Goms hinab. Bei Lax erfolgte wie geplant der einzige Zwischensprint, bei dem sich Stefan Bissegger (EF Education-EasyPost) aus der Ausreissergruppe vor Frank van den Broek (dsm-firmenich PostNL) und Anders Foldager (Jayco AlUla) die meisten Punkte sicherte. Die Strecke führte weiter bergab nach Naters (676 m), wo der Schlussanstieg begann. Die Auffahrt ins Bergdorf wies auf einer Länge von sechs Kilometern eine durchschnittliche Steigung von 9 % auf und galt als Bergwertung der 1. Kategorie. Auf diesen Abschnitt wurde der Tissot Kilometer verlegt, der fünf Kilometer vor dem Ziel begann. Das Ziel der Bergankunft war auf dem Parkplatz der Belalp-Bahn.
| Platz | Fahrer                   | Nation | Team                            | Zeit                   |
| ----- | ------------------------ | ------ | ------------------------------- | ---------------------- |
| 01.   | João Almeida             | POR    | UAE Team Emirates               | 0:55:13 h (46,18 km/h) |
| 02.   | Adam Yates               | GBR    | UAE Team Emirates               | + 0:04 min             |
| 03.   | Mattias Skjelmose Jensen | DEN    | Lidl-Trek                       | + 0:09 min             |
| 04.   | Egan Bernal              | COL    | Ineos Grenadiers                | + 0:15 min             |
| 05.   | Lenny Martinez           | FRA    | Groupama-FDJ                    | + 0:35 min             |
| 06.   | Thomas Pidcock           | GBR    | Ineos Grenadiers                | + 0:40 min             |
| 07.   | Enric Mas                | ESP    | Movistar Team                   | + 0:47 min             |
| 08.   | Matthew Riccitello       | USA    | Israel-Premier Tech             | "                      |
| 09.   | Pelayo Sánchez           | ESP    | Movistar Team                   | + 0:54 min             |
| 10.   | Felix Gall               | AUT    | Decathlon AG2R La Mondiale Team | "                      |

| Platz | Fahrer                   | Nation | Team                            | Zeit       |
| ----- | ------------------------ | ------ | ------------------------------- | ---------- |
| 01.   | Adam Yates               | GBR    | UAE Team Emirates               | 16:39:46 h |
| 02.   | João Almeida             | POR    | UAE Team Emirates               | + 0:27 min |
| 03.   | Egan Bernal              | COL    | Ineos Grenadiers                | + 1:28 min |
| 04.   | Mattias Skjelmose Jensen | DEN    | Lidl-Trek                       | + 2:24 min |
| 05.   | Enric Mas                | ESP    | Movistar Team                   | + 2:38 min |
| 06.   | Matthew Riccitello       | USA    | Israel-Premier Tech             | + 2:42 min |
| 07.   | Thomas Pidcock           | GBR    | Ineos Grenadiers                | + 3:28 min |
| 08.   | Oscar Onley              | GBR    | Team dsm-firmenich PostNL       | + 3:37 min |
| 09.   | Felix Gall               | AUT    | Decathlon AG2R La Mondiale Team | + 4:01 min |
| 10.   | Pelayo Sánchez           | ESP    | Movistar Team                   | + 4:28 min |

### Etappe 7: Villars-sur-Ollon – Villars-sur-Ollon (118,1 km)
Die siebte Etappe startete und endete in Villars-sur-Ollon, das auf einer Höhe von 1250 m ü. M. liegt. Die Strecke führte über einen gebirgigen Rundkurs durch die Waadtländer Alpen, der zweimal befahren werden musste. Unmittelbar nach dem Start begann die Strasse anzusteigen und führte auf den Col de la Croix (1776 m), der bereits nach 7,7 Kilometern zum ersten Mal passiert wurde. Die anschliessende Abfahrt führte über Les Diablerets nach Aigle (397 m), ehe es flach das Rhonetal aufwärts bis kurz vor Bex ging. Über kleine verwinkelte Strassen gelangten die Fahrer nun zum Schlussanstieg, der über die nördlichere Auffahrt über Huémoz nach Villars-sur-Ollon führte. Nach 57,4 Kilometern wurde hier eine Bergwertung der 1. Kategorie abgenommen, ehe der Zielstrich kurz darauf zum ersten Mal überquert wurde. Die zweite Überquerung des Col de la Croix erfolgte nach 67,2 Kilometern, wobei auf der Passhöhe erneut eine Bergwertung der 2. Kategorie abgenommen wurde. Der Zwischensprint wird nach 102,1 Kilometern kurz vor Bex ausgefahren, ehe der Tissot Kilometer in der Schlussauffahrt bei Kilometer 113,1 erreicht wurde. Der Schlussanstieg nach Villars-sur-Ollon war 7,3 Kilometer lang und wies eine durchschnittliche Steigung von 8,2 % auf. In der ersten Runde setzten sich acht Fahrer vom Hauptfeld ab, wobei Sylvain Moniquet (Lotto Dstny) und Johannes Staune-Mittet (Visma-Lease a Bike) über den Col de la Croix führten. Die erste Bergwertung in Villars-sur-Ollon sicherte sich Maxim Van Gils (Lotto Dstny). Beim einzigen Zwischensprint setzte sich Johannes Staune-Mittet durch, der als letzter Fahrer der Ausreissergruppe in der Schlusssteigung eingeholt wurde.
| Platz | Fahrer                   | Nation | Team                            | Zeit                   |
| ----- | ------------------------ | ------ | ------------------------------- | ---------------------- |
| 01.   | Adam Yates               | GBR    | UAE Team Emirates               | 3:05:41 h (38,19 km/h) |
| 02.   | João Almeida             | POR    | UAE Team Emirates               | "                      |
| 03.   | Matthew Riccitello       | USA    | Israel-Premier Tech             | + 0:14 min             |
| 04.   | Wilco Kelderman          | NED    | Team Visma-Lease a Bike         | + 0:16 min             |
| 05.   | Mattias Skjelmose Jensen | DEN    | Lidl-Trek                       | "                      |
| 06.   | Egan Bernal              | COL    | Ineos Grenadiers                | "                      |
| 07.   | Oscar Onley              | GBR    | Team dsm-firmenich PostNL       | "                      |
| 08.   | Thomas Pidcock           | GBR    | Ineos Grenadiers                | "                      |
| 09.   | Felix Gall               | AUT    | Decathlon AG2R La Mondiale Team | + 0:32 min             |
| 10.   | Enric Mas                | ESP    | Movistar Team                   | + 0:35 min             |

| Platz | Fahrer                   | Nation | Team                            | Zeit       |
| ----- | ------------------------ | ------ | ------------------------------- | ---------- |
| 01.   | Adam Yates               | GBR    | UAE Team Emirates               | 19:45:17 h |
| 02.   | João Almeida             | POR    | UAE Team Emirates               | + 0:31 min |
| 03.   | Egan Bernal              | COL    | Ineos Grenadiers                | + 1:51 min |
| 04.   | Mattias Skjelmose Jensen | DEN    | Lidl-Trek                       | + 2:50 min |
| 05.   | Matthew Riccitello       | USA    | Israel-Premier Tech             | + 3:02 min |
| 06.   | Enric Mas                | ESP    | Movistar Team                   | + 3:23 min |
| 07.   | Thomas Pidcock           | GBR    | Ineos Grenadiers                | + 3:54 min |
| 08.   | Oscar Onley              | GBR    | Team dsm-firmenich PostNL       | + 4:03 min |
| 09.   | Felix Gall               | AUT    | Decathlon AG2R La Mondiale Team | + 4:41 min |
| 10.   | Wilco Kelderman          | NED    | Team Visma-Lease a Bike         | + 4:59 min |

### Etappe 8: Aigle – Villars-sur-Ollon (15,7 km)
Die achte und letzte Etappe wurde im Rahmen eines Bergzeitfahrens zwischen Aigle und Villars-sur-Ollon ausgetragen. Das Ziel befand sich dabei auf einer Höhe von 1250 m ü. M., 865 Höhenmeter über dem Ausgangsort. Der Start erfolgte vor dem Sitz der UCI, ehe die ersten 5,2 Kilometer flach nach Ollon führten. Am Ortseingang wurde die erste Zwischenzeit passiert. Nun begann die 10,5 Kilometer lange Auffahrt nach Villars-sur-Ollon (ab Forchex auf der gleichen Strecke wie am Vortag), die eine durchschnittliche Steigung von 7,8 % aufwies. Nach 12,5 Kilometern wurde in Huémoz die zweite Zwischenzeit genommen.
| Platz | Fahrer                   | Nation | Team                    | Zeit                  |
| ----- | ------------------------ | ------ | ----------------------- | --------------------- |
| 01.   | João Almeida             | POR    | UAE Team Emirates       | 0:33.23 h (28,2 km/h) |
| 02.   | Adam Yates               | GBR    | UAE Team Emirates       | + 0:09 min            |
| 03.   | Mattias Skjelmose Jensen | DEN    | Lidl-Trek               | + 0:21 min            |
| 04.   | Matthew Riccitello       | USA    | Israel-Premier Tech     | + 0:38 min            |
| 05.   | Thomas Pidcock           | GBR    | Ineos Grenadiers        | + 0:51 min            |
| 06.   | Lenny Martinez           | FRA    | Groupama-FDJ            | + 0:56 min            |
| 07.   | Pelayo Sánchez           | ESP    | Movistar Team           | + 1:22 min            |
| 08.   | David de la Cruz         | ESP    | Q36.5 Pro Cycling Team  | + 1:26 min            |
| 09.   | Egan Bernal              | COL    | Ineos Grenadiers        | + 1:30 min            |
| 10.   | Wilco Kelderman          | NED    | Team Visma-Lease a Bike | + 1:41 min            |

| Platz | Fahrer                   | Nation | Team                            | Zeit       |
| ----- | ------------------------ | ------ | ------------------------------- | ---------- |
| 01.   | Adam Yates               | GBR    | UAE Team Emirates               | 20:18:49 h |
| 02.   | João Almeida             | POR    | UAE Team Emirates               | + 0:22 min |
| 03.   | Mattias Skjelmose Jensen | DEN    | Lidl-Trek                       | + 3:02 min |
| 04.   | Egan Bernal              | COL    | Ineos Grenadiers                | + 3:12 min |
| 05.   | Matthew Riccitello       | USA    | Israel-Premier Tech             | + 3:31 min |
| 06.   | Thomas Pidcock           | GBR    | Ineos Grenadiers                | + 4:36 min |
| 07.   | Enric Mas                | ESP    | Movistar Team                   | + 5:01 min |
| 08.   | Oscar Onley              | GBR    | Team dsm-firmenich PostNL       | + 5:40 min |
| 09.   | Wilco Kelderman          | NED    | Team Visma-Lease a Bike         | + 6:31 min |
| 10.   | Felix Gall               | AUT    | Decathlon AG2R La Mondiale Team | + 6:35 min |

## Vergabe der UCI-Punkte
Die Tour de Suisse war Teil der UCI WorldTour 2024. Während des Rennens wurden UCI-Punkte vergeben, die sich auf die Platzierung der Fahrer und Mannschaften im UCI Ranking auswirkten. Die Punktevergabe erfolgte nach folgendem Schlüssel:
| Platzierung    | 1.  | 2.  | 3.  | 4.  | 5.  | 6.  | 7.  | 8.  | 9.  | 10. | Anmerkung                               |
| -------------- | --- | --- | --- | --- | --- | --- | --- | --- | --- | --- | --------------------------------------- |
| Gesamtwertung  | 500 | 400 | 325 | 275 | 225 | 175 | 150 | 125 | 100 | 85  | gestaffelt bis zum 60. Platz (3 Punkte) |
| Punktewertung  | 10  | —   | —   | —   | —   | —   | —   | —   | —   | —   |                                         |
| Bergwertung    | 10  | —   | —   | —   | —   | —   | —   | —   | —   | —   |                                         |
| Etappenwertung | 60  | 40  | 30  | 25  | 20  | 15  | 10  | 8   | 5   | 2   |                                         |
| Führung        | 10  | —   | —   | —   | —   | —   | —   | —   | —   | —   | Gesamtführender nach jeder Etappe       |

## Wertungen im Verlauf
| Etappe         | Etappensieger  | Gesamtwertung   | Sprintwertung | Bergwertung    | Nachwuchswertung         | Teamwertung       |
| -------------- | -------------- | --------------- | ------------- | -------------- | ------------------------ | ----------------- |
| 1              | Yves Lampaert  | Yves Lampaert   | Yves Lampaert | nicht vergeben | Finn Fisher-Black        | UAE Team Emirates |
| 2              | Bryan Coquard  | Yves Lampaert   | Yves Lampaert | Gerben Kuypers | Finn Fisher-Black        | UAE Team Emirates |
| 3              | Thibau Nys     | Alberto Bettiol | Yves Lampaert | Luca Jenni     | Finn Fisher-Black        | UAE Team Emirates |
| 4              | Torstein Træen | Adam Yates      | Bryan Coquard | Torstein Træen | Mattias Skjelmose Jensen | UAE Team Emirates |
| 5              | Adam Yates     | Adam Yates      | Adam Yates    | Adam Yates     | Matthew Riccitello       | UAE Team Emirates |
| 6              | João Almeida   | Adam Yates      | Adam Yates    | Adam Yates     | Mattias Skjelmose Jensen | UAE Team Emirates |
| 7              | Adam Yates     | Adam Yates      | Adam Yates    | Adam Yates     | Mattias Skjelmose Jensen | UAE Team Emirates |
| 8              | João Almeida   | Adam Yates      | Adam Yates    | Adam Yates     | Mattias Skjelmose Jensen | UAE Team Emirates |
| Wertungssieger | Wertungssieger | Adam Yates      | Adam Yates    | Adam Yates     | Mattias Skjelmose Jensen | UAE Team Emirates |